# The Rising Sea: Foundations of Algebraic Geometry
The Rising Sea: Foundations of Algebraic Geometry (deutsch Das steigende Meer: Grundlagen der algebraischen Geometrie), kurz auch nur The Rising Sea, ist ein mathematisches Lehrbuch über Algebraische Geometrie von Ravi Vakil. Es wurde beginnend im Jahr 2010 über mehrere Jahre hinweg geschrieben und war seitdem kostenlos im Internet verfügbar. Darüber hinaus soll eine gedruckte Ausgabe am 21. Oktober 2025 erscheinen. The Rising Sea gilt als eines der Standardwerke für die Einführung in die Algebraische Geometrie.

## Titel
Der Titel bezieht sich auf eine Metapher von Alexander Grothendieck zur Problemlösung durch Theoriebildung, in welcher das steigende Meer langsam Landmassen umschließt. Insbesondere kann eine Nuss für viele Wochen in salziges Meerwasser eingelegt werden, um einfacher aufgebrochen zu werden. Alexander Grothendieck schreibt:
„Die erste mir in den Sinn kommende Analogie war die Nuss in eine aufweichende Flüssigkeit einzulegen und warum nicht einfach Wasser? Von Zeit zu Zeit reibst du, sodass die Flüssigkeit besser durchdringen kann und sonst lässt du die Zeit verstreichen. Die Schale wird immer flexibler über Wochen und Monate hinweg – wenn die Zeit reif ist, dann ist schon ein Händedruck genug und die Schale öffnet sich wie eine perfekt reife Avocado!“

(„The first analogy that came to my mind is of immersing the nut in some softening liquid, and why not simply water? From time to time you rub so the liquid penetrates better,and otherwise you let time pass. The shell becomes more flexible through weeks and months – when the time is ripe, hand pressure is enough, the shell opens like a perfectly ripened avocado!“)

Daniel Murfet benutzt die Metapher ebenfalls für seine Webseite mit Notizen zur Algebraischen Geometrie.

## Inhalt
The Rising Sea bietet Einführungen in mehrere wichtige Strukturen der algebraischen Geometrie, insbesondere Kategorien, Garben und Schemata. Die Kategorientheorie bildet eher eine grundlegende Basis für spätere Anwendungen, da insbesondere Schemata eine Kategorie bilden und beispielsweise die Begriffe Basis- und Kobasiswechsel für Produkte und Koprodukte aus der algebraischen Geometrie stammen. Das Buch beschreibt außerdem wichtige Eigenschaften dieser Strukturen, beispielsweise quasikohärente und kohärente Garben, die mit einem ganzen Teil behandelt werden, sowie Morphismen zwischen ihnen und ihre wichtigen Eigenschaften, beispielsweise quasiseparierte und separierte Morphismen. Es enthält außerdem zahlreiche Anwendungen, beispielsweise die Proj-Konstruktion, sowie viele Übungen von trivial bis schwierig. Ravi Vakil argumentiert, dass wie er selbst die meisten Menschen durch Übungen anstatt nur passives Lesen lernen („most people learn by doing, rather than just passively reading“) und dass algebraische Geometrie den Ruf hat, unzugänglich zu sein („algebraic geometry has earned a reputation of being inaccessible“). In einer Zusammenfassung zur Herangehensweise an das Buch schreibt er:

„Lass dich nicht von den Lotusessern zur Liebe zu ungebundener Abstraktion verführen. Behalte deine geometrische Motivation bei, während du von den formalen Strukturen lernst, die sich beim Studium grundlegender Fragen als so effektiv erwiesen haben. Wenn du mit einer neuen Idee konfrontiert wirst, frage dich immer, warum sie interessant ist. Erwarte nicht sofort eine Antwort, aber verlange sie irgendwann. Versuche zumindest, jede neue Abstraktion auf ein konkretes Beispiel anzuwenden, das du gut verstehst.“

„Do not be seduced by the lotus-eaters into infatuation with untethered abstraction. Hold tight to your geometric motivation as you learn the formal structures which have proved to be so effective in studying fundamental questions. When introduced to a new idea, always ask why you should care. Do not expect an answer right away, but demand an answer eventually. Try at least to apply any new abstraction to some concrete example you can understand well.“

The Rising Sea ist zudem bekannt für drei mathematische Witze, welche sogar im Index als „Witz (schlecht)“ („joke (bad)“) aufgelistet sind: „Die Yoda-Einbettung, kovariant sie ist“ („The Yoda embedding, contravariant it is.“), eine Kombination aus der Yoneda-Einbettung und dem Charakter Yoda aus Star Wars; „Ein Komathematiker ist eine Maschine um Kotheoreme in ffein umzuwandeln“ („A comathematician is a device for turning cotheorems into ffee.“), eine Kombination aus einem bekannten Zitat von Alfréd Rényi und der Dualität der Kategorientheorie sowie „Old Macdonald hat ne Form; {\displaystyle e_{i}\wedge e_{i}=0}“ („Old Macdonald had a form; {\displaystyle e_{i}\wedge e_{i}=0}.“), eine Kombination aus dem Kinderlied Old MacDonald hat ’ne Farm und einer zentralen Eigenschaft des Dachproduktes. Ravi Vakil nennt Mike Stay als Autor des ersten und dritten Witzes.